# Протокол Казабланка
Протокол Казабланка, формално Протокол о поступању са Палестинцима у арапским државама, био је изјава Арапске лиге од 11. септембра 1965. године, дата на самиту Арапске лиге 1965. године у Казабланки, у Мароку. Изјава, у пет чланака, тежила је регулисању правне заштите палестинских избеглица које бораве у земљама арапског света.
Иако је усмерен на избеглице, протокол не користи тај термин, већ се односи само на „ Палестинце “; очигледно је намера била да се усклади третман оних Палестинаца који нису стекли статус избеглице у оквиру UNRWA-е.
Протокол је имао за циљ да регулише право Палестинаца на рад равноправно са грађанима држава у којима живе, као и њихову слободу кретања (тј. њихово право на одлазак и повратак, као и издавање путних докумената).
Иако је то једини „обавезујући“ инструмент Арапске лиге који се бави статусом палестинских избеглица, његова примена је била недоследна и ефикасно је опозван 1991. године.